# Unità (stato)
Unità (in inglese Unity; in arabo الوحدة‎?, traslitterato al-Wahda) è uno dei dieci stati del Sudan del Sud. La capitale è Bentiu.
Copriva una superficie di 35.956 km² prima della cessione territoriale della porzione settentrionale del suo territorio all'area amministrativa di Ruweng; nel 2010 aveva una popolazione di 399.105 abitanti.
Lo stato era designato con la denominazione di Unità dal Governo di Karthoum, mentre era chiamato con il nome di Alto Nilo Occidentale dal nuovo governo del Sudan del Sud, a seguito della secessione del 2010. Prima della riorganizzazione amministrativa del 1994 lo stato dell'Unità faceva parte del più grande stato dell'Alto Nilo.
È abitato da due diversi gruppi etnici, i Nuer (maggioranza) e i Dinca (minoranza).

## Suddivisioni amministrative
Lo stato di Unità era suddiviso in 9 contee prima della cessione territoriale all'area amministrativa di Ruweng:
- Mayom;
- Rubkona;
- Parieng;
- Leer;
- Guit;
- Koch;
- Abeimnom;
- Mayendit;
- Payinjiar.

## Economia
Le attività economiche primarie sono l'agricoltura e l'allevamento di bestiame. Principalmente queste attività sono svolte durante le stagioni alluvionali, ma alcune di esse sono svolte anche d'estate. La maggioranza della popolazione è nomade; alcune organizzazioni non governative hanno promosso lo sviluppo di coltivazioni su più ampia scala.

## Giacimenti di petrolio a Unità
I primi giacimenti furono scoperti nella zona nel 1970 e per poter sfruttare questi giacimenti si sono dovuti spostare grandi quantità di abitanti dalle loro abitazioni e zone di origine.
La piattaforma di estrazione principale a Unità è situata nel Muglad e contiene circa 150 milioni barili di petrolio. Il Grande Oleodotto del Nilo parte proprio da questo giacimento.